# Aldair
Aldair Santos do Nascimento, mais conhecido como Aldair (Ilhéus, 30 de novembro de 1965), é um ex-futebolista brasileiro que atuava como zagueiro. Está jogando futevôlei, e defendendo as cores do Flamengo na Liga Nacional de Futevôlei.
Além do Flamengo, jogou também por Benfica e Roma. Nestes três clubes, Aldair construiu uma bela carreira durante as décadas de 80 e 90.
Contudo, Aldair também sempre será lembrado por sua participação na conquista do tetracampeonato mundial nos Estados Unidos com a Seleção Brasileira.

## Carreira
Aldair chegou a fazer testes no Vasco da Gama, pelo qual seu pai era torcedor fanático, mas, decepcionado com o tratamento que recebera, abandonou o clube. Para evitar desavenças, disse que fora dispensado. Nas peladas que disputava, chamou a atenção de Juarez dos Santos, ex-jogador do Flamengo, que o levou ao Rubro-Negro em 1982.
Em 1985, aos 19 anos, iniciou sua carreira profissional, tendo a oportunidade de jogar ao lado de ídolos rubro-negros como Zico, Andrade e Leandro. 
Vestindo a camisa do Fla, participou das conquistas do Campeonato Carioca de 1986 e da Copa União de 1987 (um dos módulos do Campeonato Brasileiro daquele ano). Deixou o Flamengo em 1989 com 184 jogos, 97 vitórias, 50 empates e 37 derrotas; 12 gols.
Teve a concorrência de Mozer.

## Os anos no futebol europeu
Negociado com o Benfica (que perdera o também zagueiro Mozer, vendido ao Olympique de Marseille), em 1989, formou dupla de zaga com Ricardo Gomes, e na decisão da Taça dos Campeões, contra o Milan, que venceu por 1 a 0 (gol de Frank Rijkaard). Neste jogo, Aldair quase marcou um belo gol depois de roubar a bola de Marco van Basten, deixar Ruud Gullit para trás e com liberdade para finalizar, mas foi neutralizado pela zaga milanista. 
O zagueiro foi titular da equipe portuguesa até o ano seguinte, quando despertou o interesse da Roma, clube para o qual se transferiu e que defendeu pelos 13 anos seguintes de sua carreira. Sua contratação foi a última na gestão do presidente Dino Viola. Durante a passagem de Aldair (que ganhou o apelido de "Pluto", por sua semelhança com o personagem) pela equipe da capital italiana, conquistou 3 títulos, sendo o mais importante deles o Campeonato Italiano de 2000-01.
Ao deixar a Roma em 2003, com 415 partidas e 20 gols marcados, o zagueiro teve a camisa que usava — a número 6 — aposentada. Mas o clube voltou a utilizá-la em 2013, quando, a pedido do próprio Aldair, repassou-a ao recém-contratado holandês Kevin Strootman. 
Em 2004, aos 39 anos de idade, Aldair chegou a encerrar sua carreira no Genoa, onde atuou em apenas 17 jogos, marcando um gol. Entretanto, repensou a aposentadoria no ano seguinte, atendendo um pedido de sua esposa, para jogar no Rio Branco, tendo atuado em 2 jogos.
Três anos depois, aos 41 anos, foi persuadido pelo amigo Massimo Agostini a atuar pelo Murata, clube de San Marino, participando de jogos da fase preliminar da Liga dos Campeões da UEFA em 2007 e 2008. Encerrou definitivamente sua carreira em 2010.

## Seleção Brasileira
A história de Aldair com a Seleção Brasileira teve início em março de 1989, num amistoso contra o Equador. Convocado por Sebastião Lazaroni para a Copa América, atuou em 5 partidas na competição, disputada em território brasileiro.
Aldair é o 3º zagueiro com mais jogos pela Seleção Brasileira com 81 jogos.

### Nas Copas do Mundo
Em 1990, na Copa da Itália, Aldair não participou de nenhum jogo, fato que o deixou bastante inconformado com Lazaroni, que deixou o comando da Seleção logo após o torneio. 
Quatro anos mais tarde, nos Estados Unidos, após as contusões de Ricardo Gomes (seu ex-companheiro de zaga no Benfica) e Ricardo Rocha, Aldair e Márcio Santos formaram a dupla de zaga tetracampeã mundial. Aldair também participou das Olimpíadas de Atlanta, como um dos 3 atletas com  mais de 23 anos de idade (os outros foram Rivaldo e Bebeto), quando o Brasil decepcionou e conseguiu apenas a medalha de bronze.
Na Copa de 1998, em vez de Márcio Santos, que foi cortado em virtude de uma lesão, teve Júnior Baiano como novo companheiro de zaga. Porém, não repetiu as atuações da Copa anterior e chegou a encerrar a carreira internacional. No entanto, Aldair voltou a vestir a camisa da Seleção Brasileira em junho do ano seguinte, já com Wanderley Luxemburgo no comando. O último jogo do zagueiro foi contra o Uruguai, pelas Eliminatórias Sul-Americanas da Copa de 2002. Criticado por falhar no gol de Darío Silva, Aldair decidiu encerrar de vez uma trajetória de 11 anos pela Seleção Brasileira, com 81 partidas disputadas e 3 gols marcados.

### Carreira após pendurar as chuteiras
Atualmente, Aldair é jogador de futevôlei. Em 2012, defendeu a seleção da Itália que terminou na 4ª colocação do II Mundial de Futevôlei 4 por 4,e foi campeão da 4ª etapa Liga Nacional de Futevôlei, defendendo as cores do Flamengo.

## Títulos

### Futebol
Flamengo
- Copa União (Módulo Verde): 1987
- Campeonato Carioca: 1986
- Taça Guanabara: 1988, 1989
- Taça Rio: 1985, 1986
- Copa do Porto de Hamburgo: 1989
- Copa Kirin: 1988
- Torneio Air Gabon: 1987
- Torneio Internacional de Angola: 1987
- Troféu Colombino: 1988
- Troféu Naranja: 1986

Seleção Brasileira
- Copa do Mundo FIFA: 1994
- Copa das Confederações FIFA: 1997
- Copa América: 1989, 1997
- Copa Umbro: 1995
- Taça Stanley Rous: 1987

Benfica
- Supertaça Cândido de Oliveira: 1989

Roma
- Campeonato Italiano: 2000-01
- Copa da Itália: 1990-91
- Supercopa da Itália: 2001

Rio Branco
- Campeonato Capixaba - Série B: 2005

Murata
- Campeonato Samarinês: 2007-08
- Copa Titano: 2006-07, 2007-08

### Futevôlei
Flamengo
- 2012 - Campeão da 4ª etapa Liga Nacional de Futevôlei.

### Prêmios individuais
- Seleção de Todos os Tempos do Brasil pela IFFHS (Time B): 2021[6]